# Световен шампионат на Формула 1 (1950)
Световният шампионат на Формула 1 през 1950 г. e първият сезон на шампионата, организиран от Международната автомобилна федерация. Започва на 13 май и завършва на 3 септември 1950 г.
Първи шампион на Формула 1 става италианецът Джузепе Фарина.

## Правила
В първия сезон няма ограничение на теглото на автомобилите и двигателите могат да бъдат с турбо и поставени отпред. Тогава двигателите, снабдени с турбокомпресор, не трябва да надвишават 1500 куб. см., а тези без турбокомпресор са до 4500 куб. см. Използването на определено количество гориво не е регламентирано, което позволява резервоарът да се зарежда неограничен брой пъти.
Повечето пилоти се състезават без шлем и дори без предпазен колан.
Тези правила с времето се променят в посока на подобряване на сигурността на пилотите.

## Стартове
Календарът за сезона съдържа 7 състезания, в които участват 76 състезатели със средна възраст на участниците 40 години.
| N | Състезание                       | Писта          | Дата  | Пол позиция | Най-бърза обиколка | Победител | Отбор на победителя | Гуми | Доклад |
| - | -------------------------------- | -------------- | ----- | ----------- | ------------------ | --------- | ------------------- | ---- | ------ |
| 1 | Голяма награда на Великобритания | Силвърстоун    | 13.05 | Фарина      | Фарина             | Фарина    | Алфа Ромео          | П    | Доклад |
| 2 | Голяма награда на Монако         | Монте Карло    | 21.05 | Фанхио      | Фанхио             | Фанхио    | Алфа Ромео          | П    | Доклад |
| 3 | 500-те мили на Индианаполис      | Индианаполис   | 30.05 | Фолкнър     | Парсънс            | Парсънс   | Къртис-Офенхаузър   | Ф    | Доклад |
| 4 | Голяма награда на Швейцария      | Бремгартен     | 4.06  | Фанхио      | Фарина             | Фарина    | Алфа Ромео          | П    | Доклад |
| 5 | Голяма награда на Белгия         | Спа-Франкоршан | 18.06 | Фарина      | Фарина             | Фанхио    | Алфа Ромео          | П    | Доклад |
| 6 | Голяма награда на Франция        | Реймс          | 2.07  | Фанхио      | Фанхио             | Фанхио    | Алфа Ромео          | П    | Доклад |
| 7 | Голяма награда на Италия         | Монца          | 3.09  | Фанхио      | Фанхио             | Фарина    | Алфа Ромео          | П    | Доклад |

## Класиране
Крайно класиране при пилотите за 1950 г.:
| Поз | Пилот              | Точки |
| --- | ------------------ | ----- |
| 1   | Джузепе Фарина     | 30    |
| 2   | Хуан Мануел Фанхио | 27    |
| 3   | Луиджи Фаджоли     | 24    |
| 4   | Луи Розие          | 13    |
| 5   | Алберто Аскари     | 11    |
| 6   | Джони Парсънс      | 9     |